# Viva Villa
Viva Villa er en amerikansk Biografisk westernfilm fra 1934, instrueret af Jack Conway.
Filmen havde Wallace Beery i hovedrollen som den mexikanske revolutionære Pancho Villa. Manuskriptet blev skrevet af Ben Hecht baseret på bogen Viva Villa! af Edgecumb Pinchon og O. B. Stade fra 1933.
Viva Villa blev optaget på lokationer i Mexico og blev produceret af David O. Selznick.

## Priser
Filmen blev nomineret til følgende Oscars:
- Bedste assisterende instruktør (John S. Waters) (Vinder)
- Bedste film
- Bedste lydoptagelse (Douglas Shearer)
- Bedste filmatisering (Ben Hecht)